# Réchaud
Un réchaud est un dispositif destiné à chauffer ou à garder au chaud des aliments ou boissons. Il est très utilisé dans les activités de plein air (camping, randonnée pédestre, pêche) mais aussi à la maison et au restaurant.

## Différents types de réchauds

### Réchaud à bois
Il existe dans le commerce des réchauds à bois plus ou moins perfectionnés, mais il est facile (et gratuit) de faire des essais avec une grande boîte de conserve percée en couronne, de gros cailloux dans le fond et... un peu de bois.

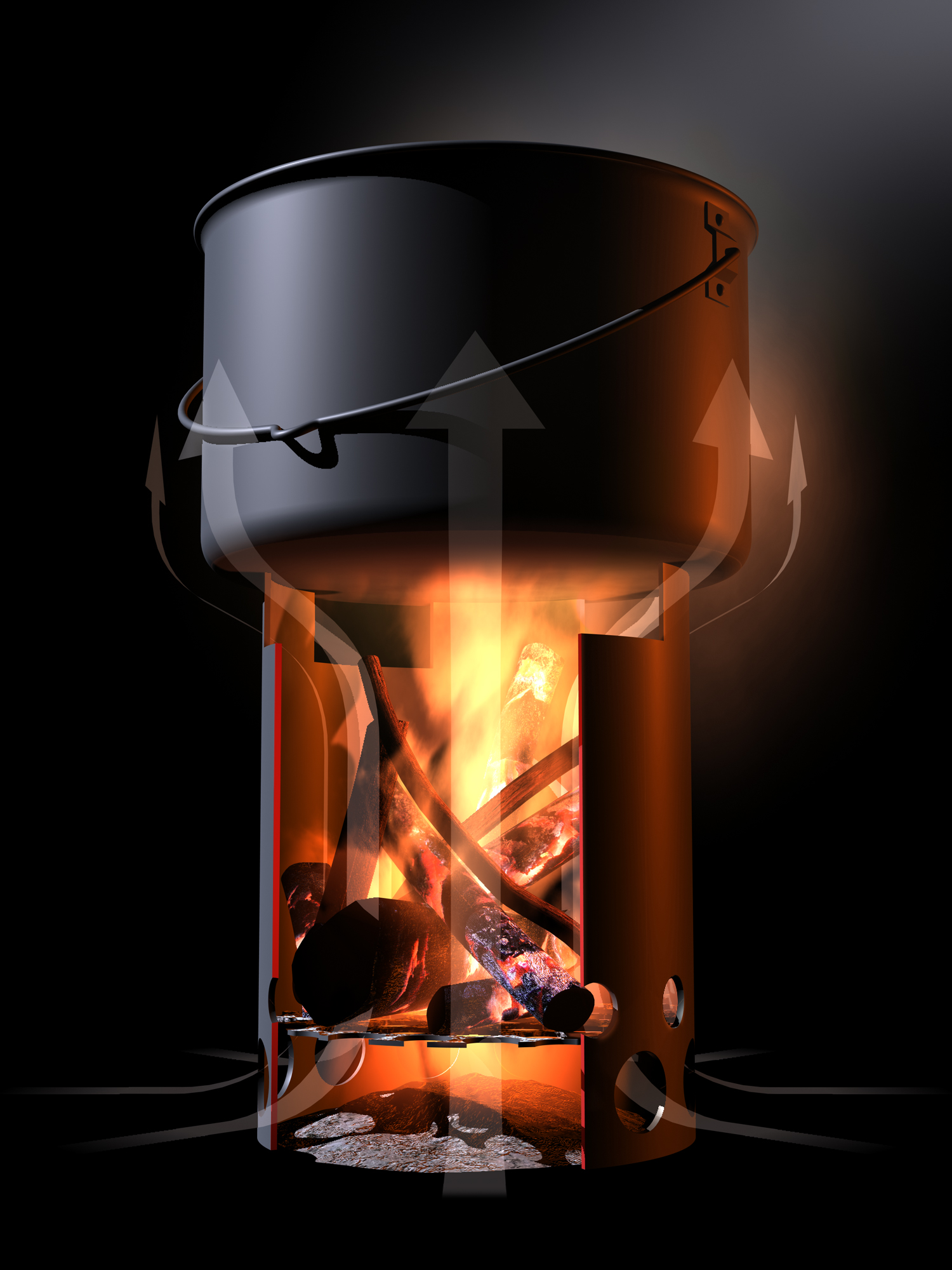
Réchaud à bois
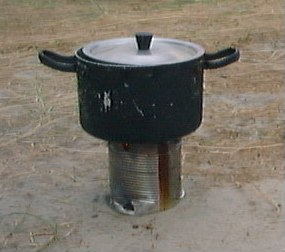
Réchaud à bois improvisé

### Réchaud à pétrole
Les réchauds à pétrole sont ceux qui ont la plus grande puissance de chauffe. Ils ont les faveurs des militaires et des marins au long cours. Mais ils demandent un préchauffage en règle et il faut savoir les allumer. Le réservoir est pressurisé grâce à une petite pompe manuelle.

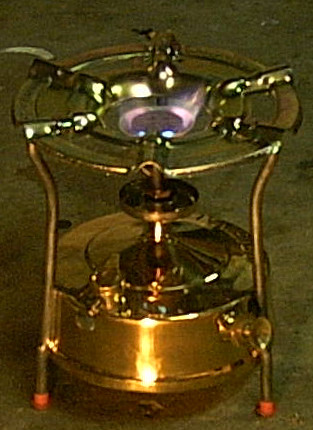
Réchaud classique à pétrole, à pressurisation

### Réchaud à essence
Ceux-ci sont appréciés des montagnards : ils sont aujourd'hui très sûrs et faciles à allumer. Les bouteilles sont le plus souvent séparées du réchaud, reliées à lui par un tuyau. Ils sont moins puissants que les réchauds à pétrole, mais ils sont les seuls à s'allumer par grand froid.

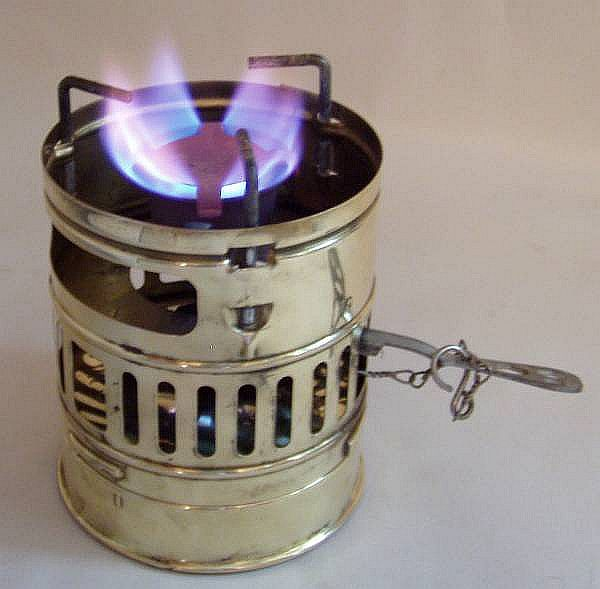
Réchaud à essence « Svea 123R »

### Réchaud à alcool
Ce sont, le plus souvent, des ustensiles bon marché, de faible puissance, plus adaptés à réchauffer les aliments qu'à les cuire vraiment. La plupart fonctionnent à l'alcool à brûler, mais on en trouve aussi à alcool solidifié.
En France, Charles Pigeon, inventeur de la lampe du même nom, déposa le 5 février 1901 un brevet (N° 307 858) relatif à un réchaud à alcool dénommé « Le Sauveur ».
Le 18 novembre 1889 Henri Gautreau dépose le brevet (N° 202 012) du réchaud à alcool transparent (à récipient en verre) qui se déclinera en trois tailles et en sept couleurs. Cette marque estampillée H.G Paris breveté S.G.D.G se fabriquera jusqu'en 1927.

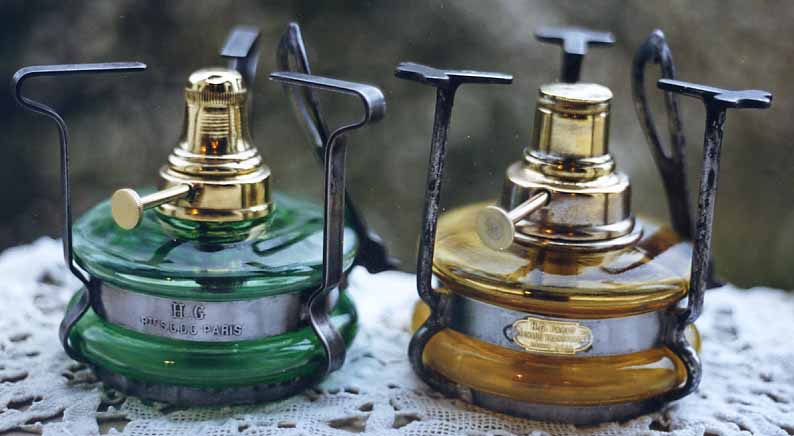
Réchauds à alcool en verre H.G, médaille d'or 1897, Paris

On peut en confectionner soi-même, avec des fonds de canettes de boissons en aluminium judicieusement découpés et percés. L'expérimentation et la fabrication de ces petits réchauds de fortune sont devenues un loisir à part entière, né aux États-Unis, où chacun peut rivaliser d'ingéniosité.

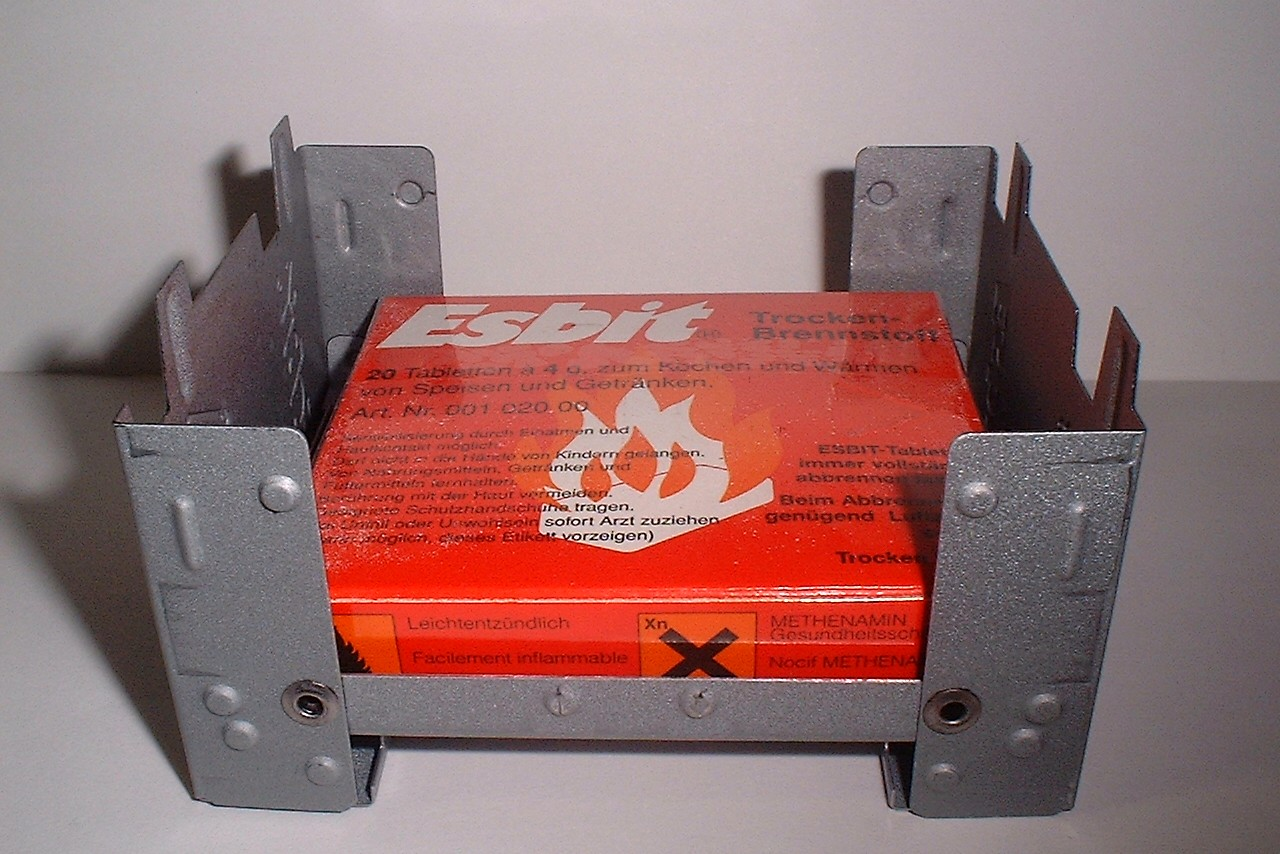
Réchaud de poche à alcool solidifié
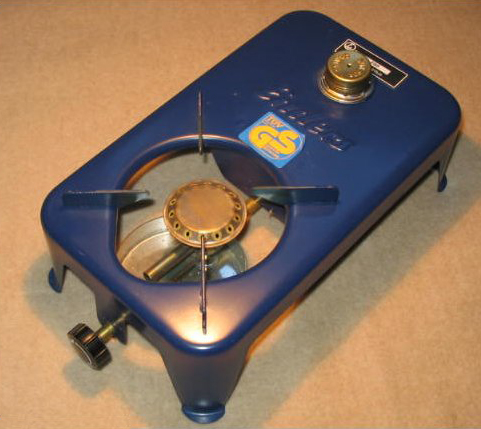
Réchaud à alcool liquide
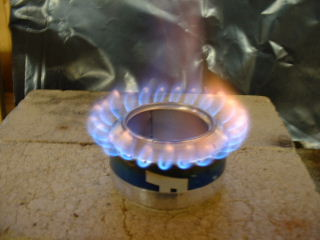
Réchaud à alcool, réalisé à partir d'une canette de boisson

### Réchaud multi-fuel
Ces réchauds brûlent tous les carburants liquides dont on dispose : alcool, essence, pétrole, gazole... Ce dernier carburant est inadapté à la cuisine. Il existe des modèles lourds, pour les chantiers ou les campements fixes, et d'autres, allégés au maximum, pour la randonnée.

### Réchaud à gaz
Très répandus, faciles à allumer et efficaces quand la température est douce, ils fonctionnent avec des bouteilles ou des cartouches de gaz contenant du butane ou du propane. Certains mélanges favorisent l'allumage par assez grand froid.

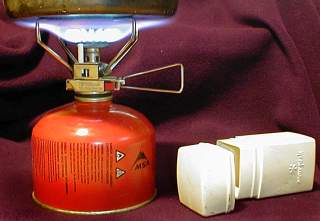
Réchaud à gaz, à cartouche
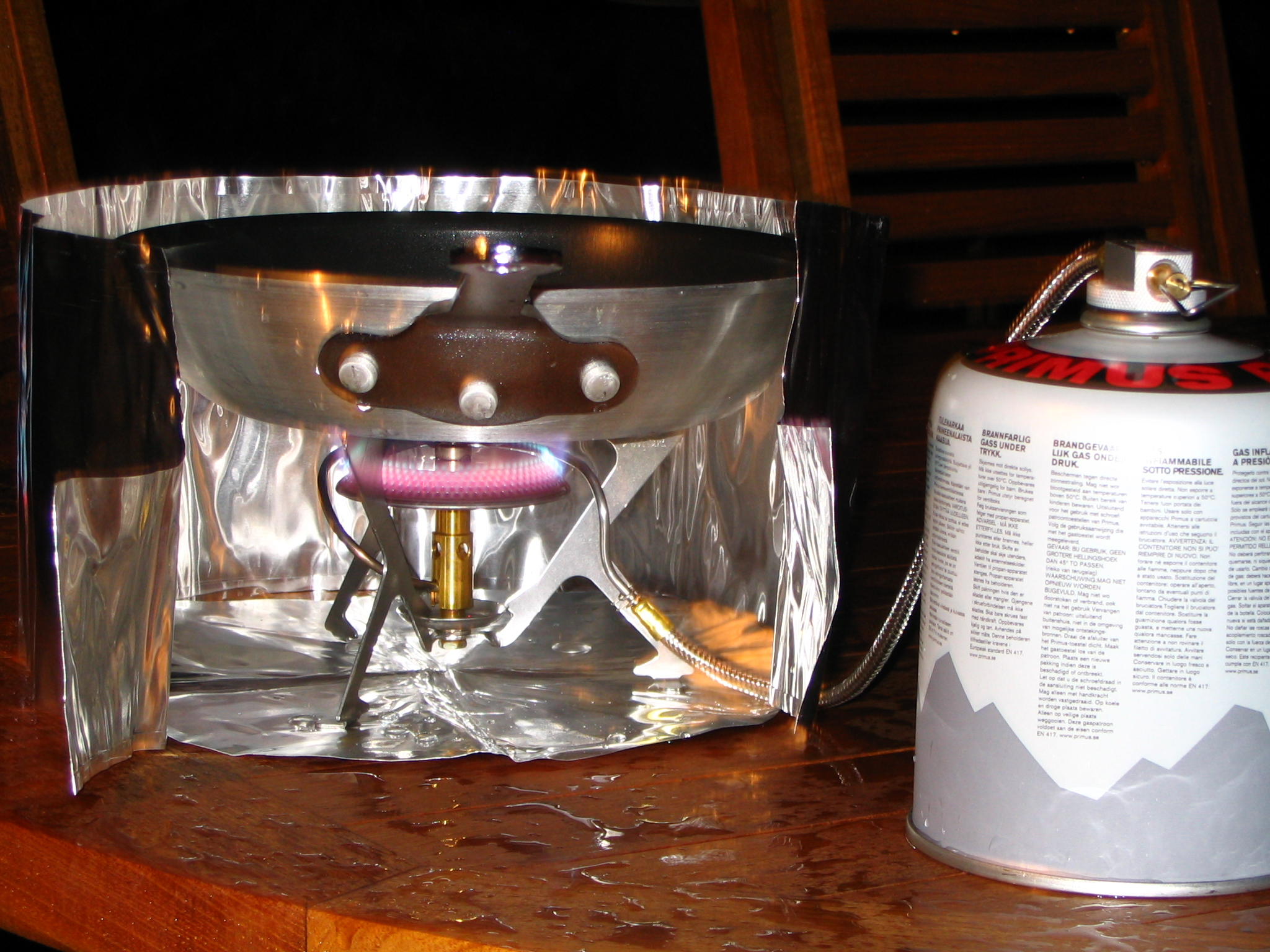
Réchaud à gaz, à cartouche séparée

### Réchaud à bougie
À la maison on utilise des réchauds avec des bougies chauffe-plats, pour garder au chaud des aliments ou boissons comme le thé.

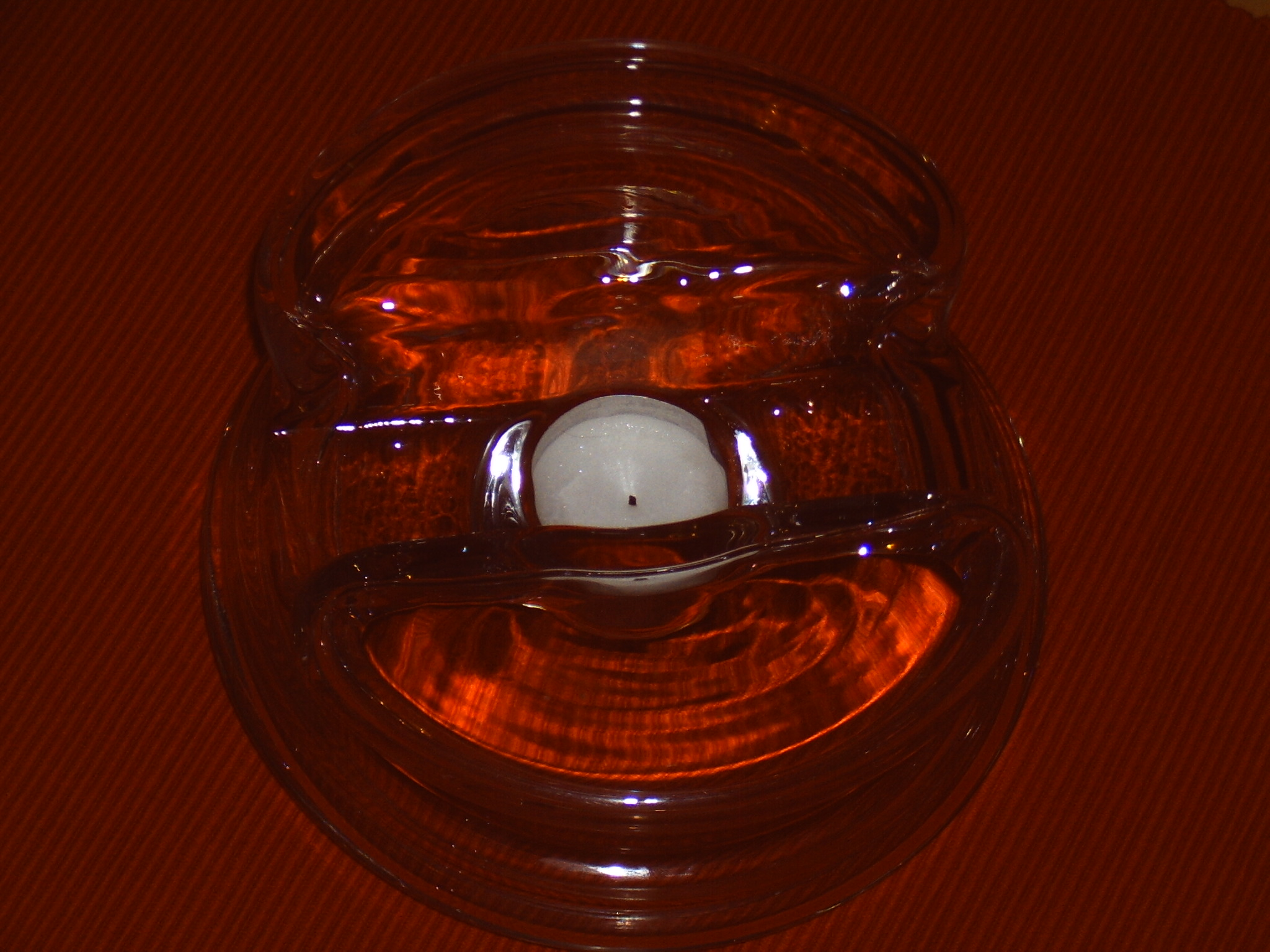
Réchaud avec bougie

## Fabricants
Les réchauds de marque Campingaz sont très populaires en France ; les cartouches de ce fabricant ne s'adaptent pas aux appareils des autres marques. Aux États-Unis, ce sont les réchauds Coleman, à gaz ou à hydrocarbures, qui sont les plus répandus. Les réchauds les plus utilisés en montagne sont de marques Primus, Optimus, MSR ou Dragon-Fly.